# Pogány Imréné
Pogány Imréné (Győr, 1885. augusztus 7. – Budapest, 1974. március 17.), születési neve: Weisz Irén, kommunista politikus, tanár. 

## Élete
Az alapfokú oktatását a győri izraelita hitközségi népiskolában folytatta. Középiskolai tanulmányait polgári leányiskolában végezte. 
1899-ben a győri tanítóképzőbe nyert felvételt. 1903-tól a budapesti Erzsébet Nőiskolai Tanárképzőben helyezkedett el.
1917. decemberében a Győri Munkások Gyermekbarát Egyesületének választmányába került.
1918. november 3-án a győri Nemzeti Tanács, és november 5-én a Nők Tanácsának tagja lett. A Magyarországi Tanácsköztársaság kikiáltása után 1919. március 23-án a tanfelügyelőség és a főigazgatóság vezetőjének nevezték ki.  Az ő kezdeményezésére március 30-án megalakult a színházi direktórium, és ekkortól a propagandabizottságba kerül.
1919. április 16-án a városi és megyei közművelődési osztály intézőbizottságába delegálták.
A Tanácsköztársaság bukása után a férjét letartóztatták és bebörtönözték, bár nem politikai okokból, hanem lopásért. Weisz Irén
ekkor Budapesten bujkált, majd Csehszlovákiába menekült.
A férjét 1921-ben engedték szabadon, és 1922-től Bécsben éltek, azonban az 1938-as Anschluss után férjét koncentrációs táborba zárták, de túlélte. A II. világháború után térhettek vissza Magyarországra.